# Rhizomys
Rhizomys là một chi động vật có vú trong họ Spalacidae, bộ Gặm nhấm. Chi này được Gray miêu tả năm 1831. Loài điển hình của chi này là Rhizomys sinensis Gray, 1831.

## Hình ảnh

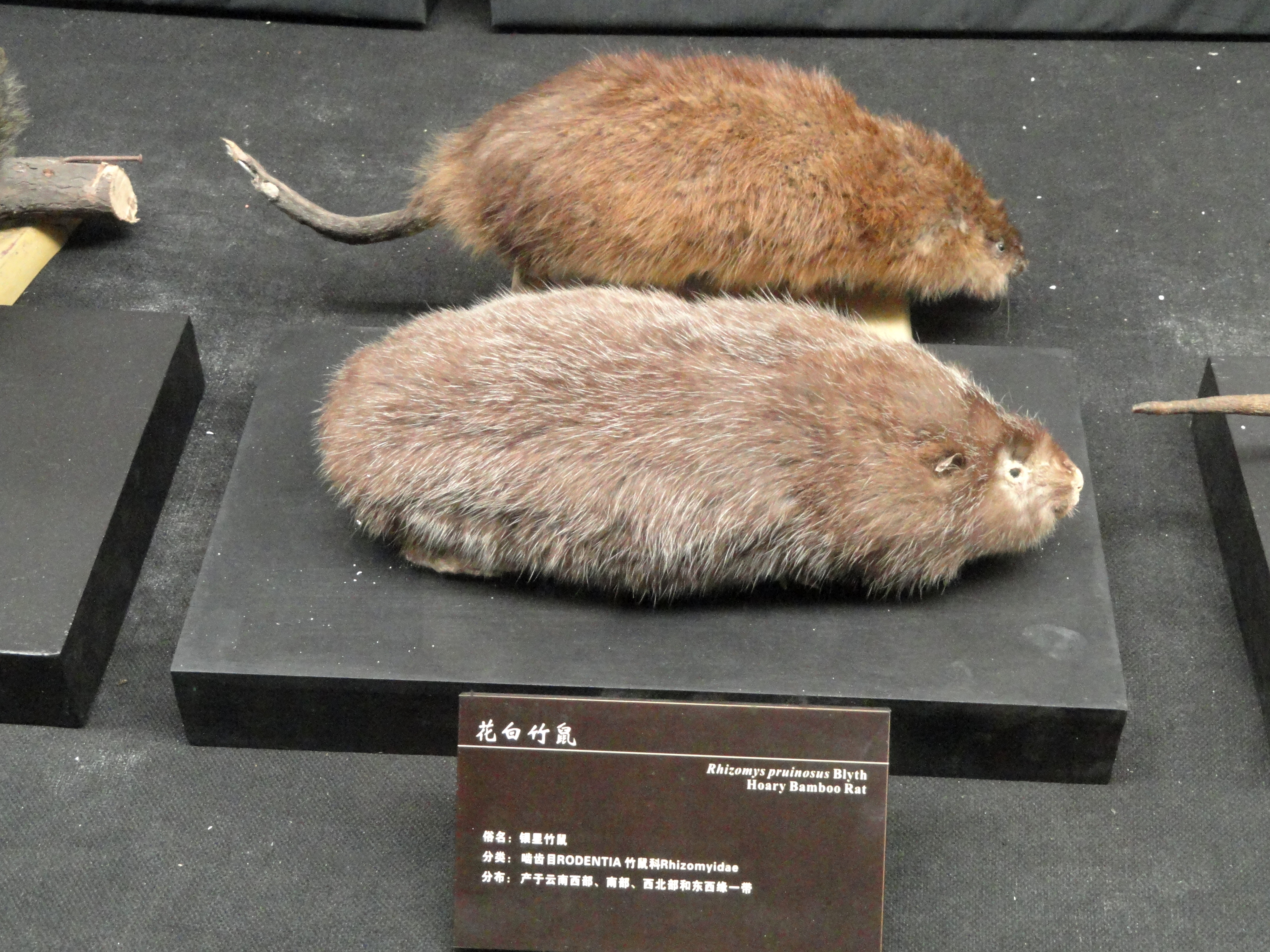
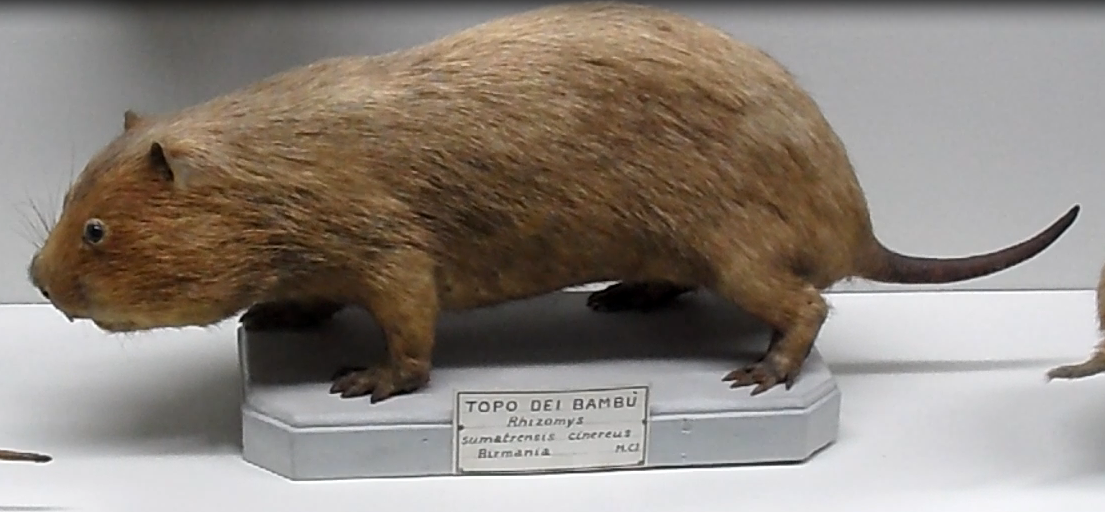
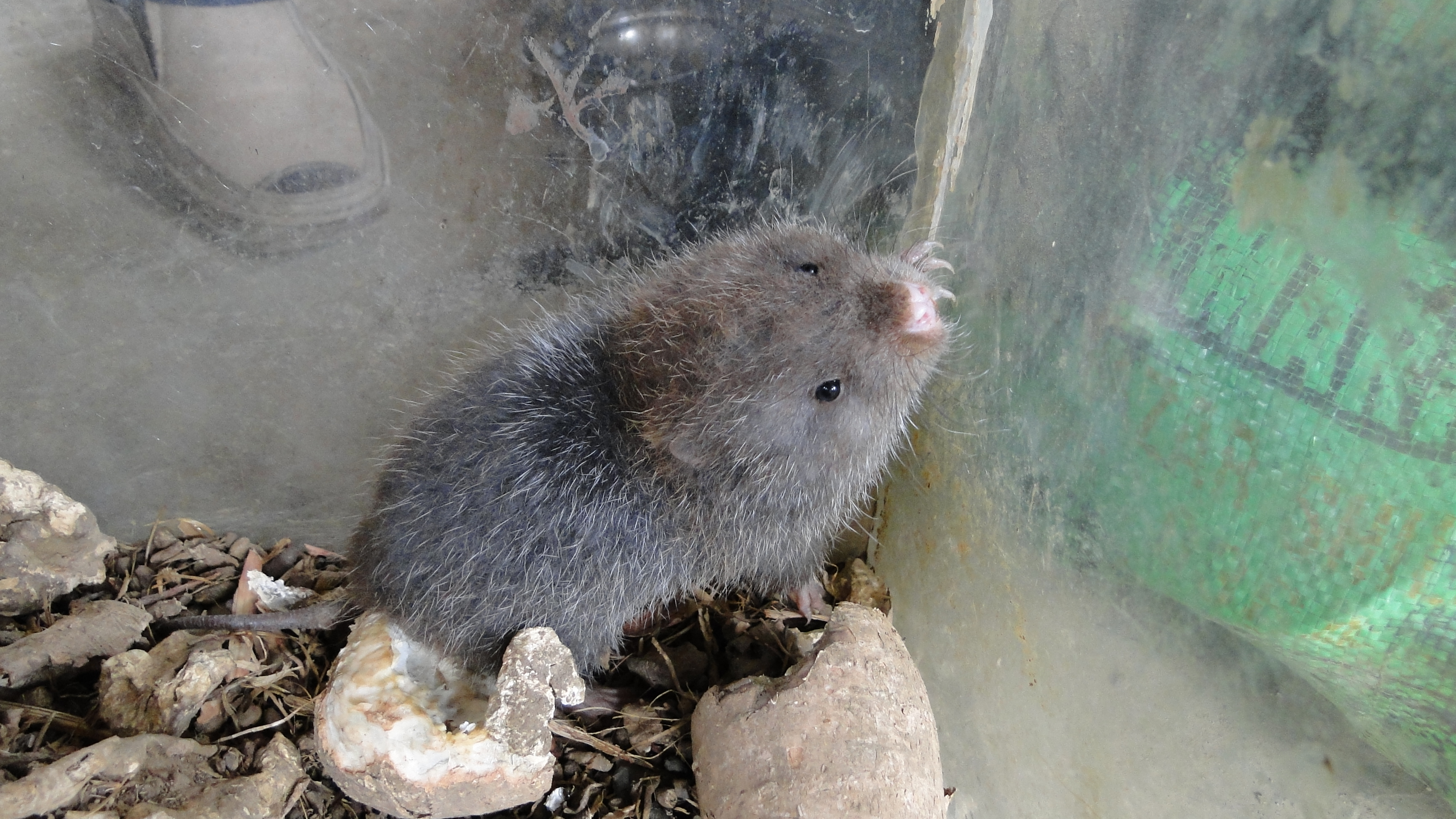
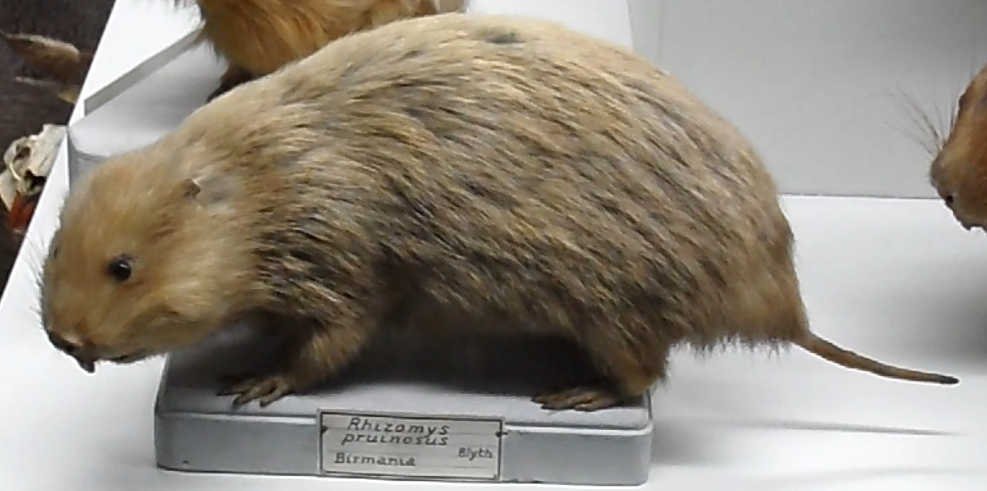

## Các loài
Chi này gồm các loài:
- Rhizomys pruinosus: Dúi mốc lớn
- Rhizomys sinensis: Dúi mốc nhỏ
- Rhizomys sumatrensis: Dúi má đào